# Vassil Iàkovliev
Vassil Lenínitovitx Iàkovlev (en ucraïnès Василь Ленінітович Яковлєв; Odessa, 3 de juliol de 1972) és un ciclista ucraïnès, especialista en la pista on ha guanyat dues medalles als Campionats del Món. Ha participat en quatre Jocs Olímpics.

## Palmarès
- 1990
  -  Campió del món júnior en Persecució

### Resultats a laCopa del Món
- 1999
  - 1r a València, en Puntuació
- 2004
  - 1r a Aguascalientes, en Madison